# Sunset Boulevard

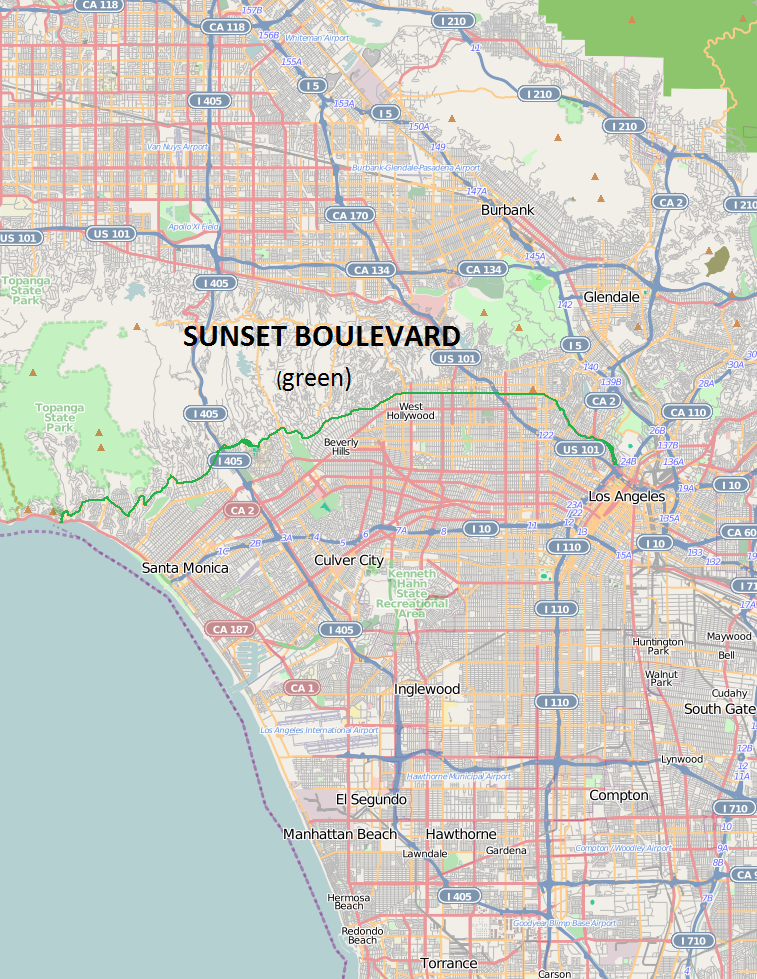
Mapa mostrando Sunset Boulevard en verde.

Sunset Boulevard es una calle ubicada en el Condado de Los Ángeles, California (Estados Unidos), que se extiende desde Figueroa Street en el Centro de Los Ángeles hasta la Pacific Coast Highway en dirección al Océano Pacífico en el distrito de Pacific Palisades. La calle es un icono de la cultura de celebridades en Hollywood. «Sunset» significa «atardecer».

## Ruta
Con un recorrido aproximado de 22 millas (39 km), el famoso bulevar pasa por distritos de Los Ángeles tales como Echo Park, Silver Lake, Los Feliz, Hollywood, West Hollywood, Beverly Hills, Holmby Hills, Bel-Air, Brentwood y Pacific Palisades. Atraviesa además el barrio Little Armenia al este de Sunset Boulevard. Con la excepción de West Hollywood y Beverly Hills, los cuales eran ciudades independientes incorporadas, todas las ciudades identificadas anteriormente son distritos y barrios en la Ciudad de Los Ángeles. En el distrito de Bel-Air en Los Ángeles, Sunset Boulevard discurre a lo largo del campus de la Universidad de California en Los Ángeles en Westwood y también sirve como el divisor postal entre el norte y el sur en el área oeste de Beverly Hills.
Tiene, por lo menos, cuatro carriles de ancho en toda su ruta. Los accidentes de tráfico no son extraños, debido a sus curvas cerradas y cruces ciegos, y la falta de una mediana en la mayoría de su trazado. Sunset (junto con los bulevares de Santa Mónica y Wilshire) se ve frecuentemente congestionada debido a una cantidad de tráfico muy superior a su capacidad. Como resultado de ello, también es conocida por las grietas y baches.

## Historia
Sunset Boulevard históricamente se extendió hacia el este, a partir de Alameda Street, cerca de Union Station y al lado de la Olvera Street en la sección histórica del centro de la ciudad, pero la parte de Sunset Boulevard que está al este de Figueroa, en el extremo norte del centro de Los Ángeles, fue renombrada la «Avenida César Chávez» («Cesar Chavez Avenue» en inglés) en 1994, junto con Macy Street y Brooklyn Avenue, en honor del líder sindical y activista de derechos civiles de nacionalidad mexicano-estadounidense que había fallecido recientemente.
Durante los años 1910-30 el bulevar fue una zona residencial muy cotizada, donde muchos actores del cine mudo construyeron desmesuradas mansiones con piscina y demás lujos. Pero la aparición del cine sonoro llevó al declive y a la ruina económica a casi todas estas estrellas, y casi todas las mansiones fueron abandonadas y demolidas.
Ello se refleja en Sunset Boulevard, una película de 1950 que dirigió Billy Wilder, al igual que en un musical de Andrew Lloyd Webber inspirado en dicha película y también en una serie de televisión llamada 77 de Sunset Strip que se emitió durante la década de 1950. En 1960, el dúo musical Jan and Dean grabó la exitosa canción «Dead Man's Curve», que inmortaliza una sección de la carretera cerca de los estados de Bel-Air, al norte del Drake Stadium de propiedad de la Universidad de California en Los Ángeles. Disney's Hollywood Studios tiene una recreación de Sunset como el telón de fondo para sus atracciones The Twilight Zone Tower of Terror y Rock 'n' Roller Coaster Starring Aerosmith.
En la década de 1970, el área entre Gardner Street y Western Avenue se convirtió en un zona roja de carácter sórdido, afectada por la prostitución callejera. 

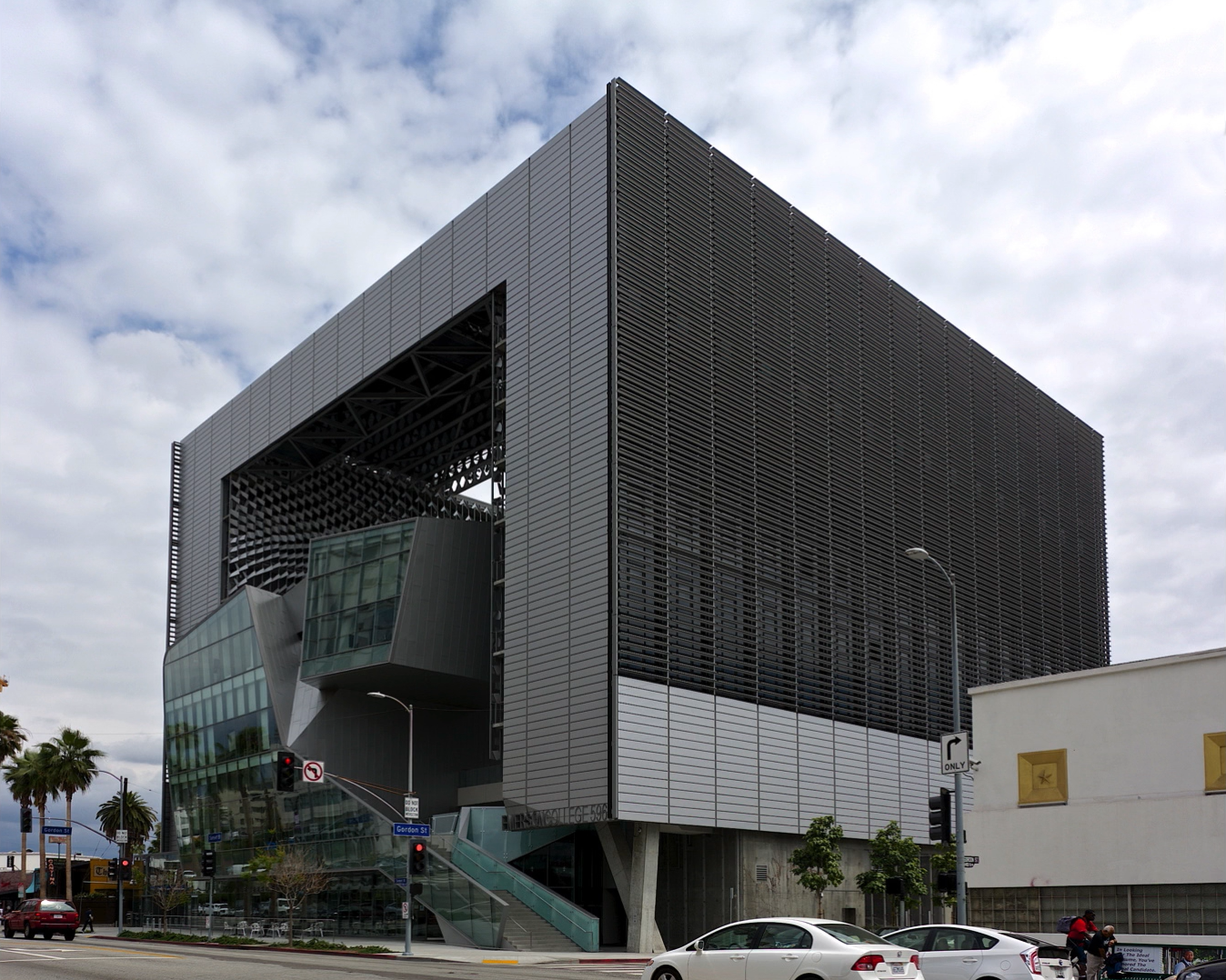
Emerson College campus en Sunset Blvd 5960

En Hollywood, Sunset Boulevard se llama a veces «Guitar Row», debido a la gran cantidad de tiendas de guitarras y otras empresas relacionadas con la industria de música, incluyendo los legendarios estudios de grabación Sunset Sound Studios y United Western Records. Además, muchos jóvenes actores, músicos, y otros artistas siguen viviendo en la zona.

## Transporte público
La Línea B del Metro opera una estación de metro, Vermont/Sunset Station, que se ubica en la avenida Vermont. Las estaciones en el Hollywood Boulevard en Western Avenue, Vine Street, y Highland Avenue están a 5 minutos a pie desde Sunset.
Las líneas 2 y 302 de Metro Local operan en Sunset Boulevard. Se propone que la línea 302 sea reemplazada por la línea 702 del Transporte Rápido por Autobús en Los Ángeles.

## Sunset Strip

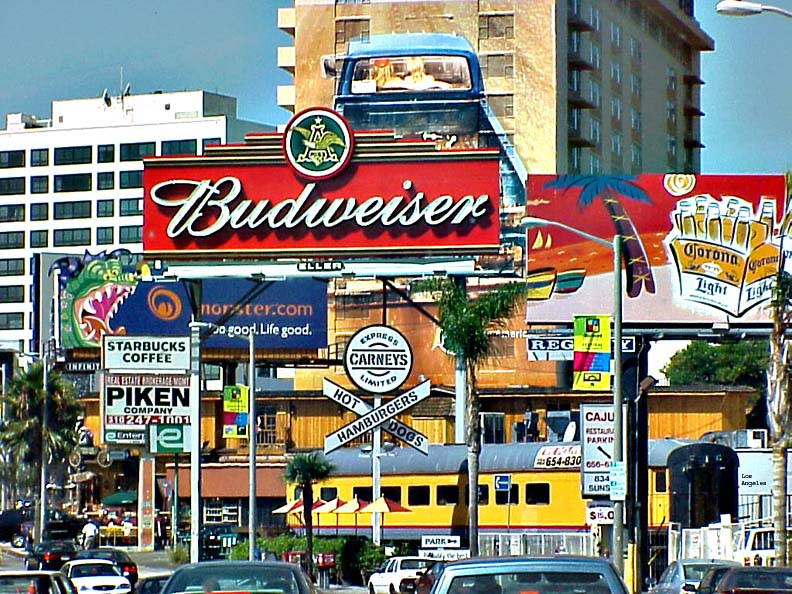
Una porción del área «The Sunset Strip» conocido por carteles publicitarios de todo tipo.

La sección más famosa del Boulevard es probablemente un área en los distritos de Hollywood y West Hollywood popularmente conocida como «The Sunset Strip» o simplemente de «The Strip». Es el centro de la vida nocturna de Los Ángeles, y la sede de diversos lugares tales como The Key Club, Whisky a Go Go, The Roxy y The Viper Room, entre otros. Varios restaurantes, boutiques, discotecas y tiendas que están a la vanguardia en la industria del entretenimiento tienen su sede en esa sección, así como celebridades de las industrias de cine, entretenimiento audiovisual y música popular. El área también también es conocida por su gran número de coloridas vallas publicitarias.

## Monumentos del pasado y del presente
- Amoeba Music
- Andaz West Hollywood
- Beverly Hills Hotel
- Blessed Sacrament Catholic Church
- Book Soup
- CBS Columbia Square
- Chateau Marmont Hotel
- Cinerama Dome
- The Comedy Store
- Crossroads of the World
- Designer Donuts
- Dino's Lodge
- Dudley Do-Right Emporium

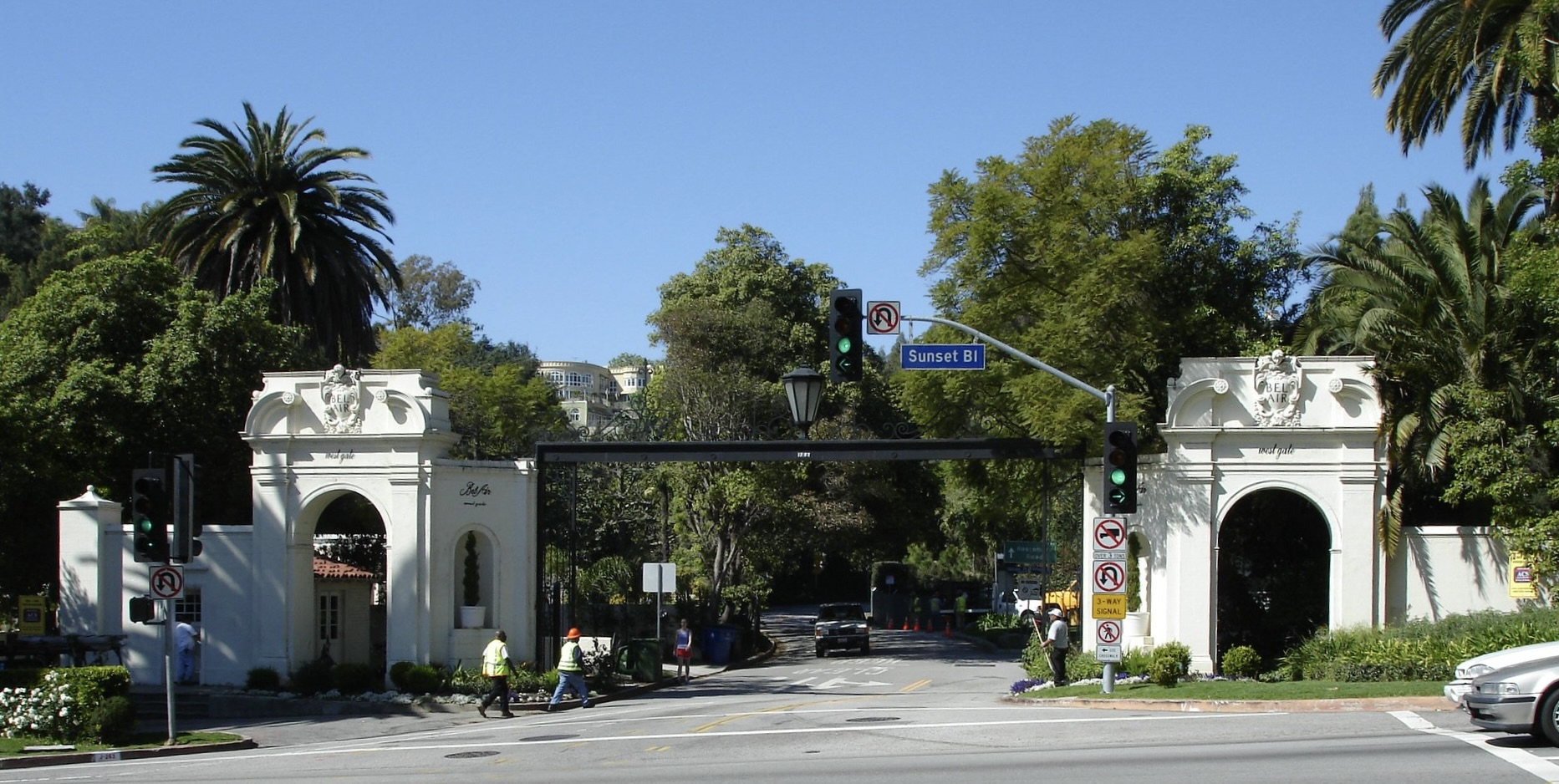
Sunset Boulevard en la Portada Oeste de Bel-Air.

- Earl Carroll Theatre ahora Nickelodeon on Sunset
- Elliot Smith's Figure 8 Wall
- Emerson College, campus de Los Ángeles
- The Garden of Allah
- Gower Gulch
- Hollywood Athletic Club
- Hollywood High School
- Hollywood Palladium
- Hotel Bel-Air
- House of Blues
- KCET
- KTLA
- The London Fog
- Los Angeles Film School
- Metromedia Square
- Ole Henriksen Face/Body
- Palisades Charter High School
- The Pink Palace
- The Psychedelic Conspiracy
- Psychiatry: An Industry of Death Museum
- Rainbow Bar and Grill
- Rock 'n' Roll Ralphs
- Rock Walk
- Roxy Theatre
- Sede del sindicato de directores de Estados Unidos
- Self-Realization Fellowship Lake Shrine
- Spago
- Standard Hotel
- Sunset Junction
- Sunset Gower Studios
- Tiffany Theatre
- Tiki Ti
- Universidad de California, sede Los Ángeles
- The Viper Room
- Whisky a Go Go
- Will Rogers State Beach
- Will Rogers State Historic Park